# Xerocrassa pallaresica
Xerocrassa pallaresica is een slakkensoort uit de familie van de Hygromiidae. De wetenschappelijke naam van de soort is voor het eerst geldig gepubliceerd in 1886 door Fagot.